# Легенда о Сонной Лощине
«Леге́нда о Со́нной Лощи́не» (англ. The Legend of Sleepy Hollow) — рассказ американского писателя Вашингтона Ирвинга, содержащийся в его сборнике «The Sketch Book of Geoffrey Crayon, Gent.», написанный в период его жизни в Бирмингеме, Англия, и впервые опубликованный в 1820 году. По произведению было снято множество экранизаций, самая примечательная из которых «Сонная лощина» Тима Бертона 1999 года.

## Сюжет

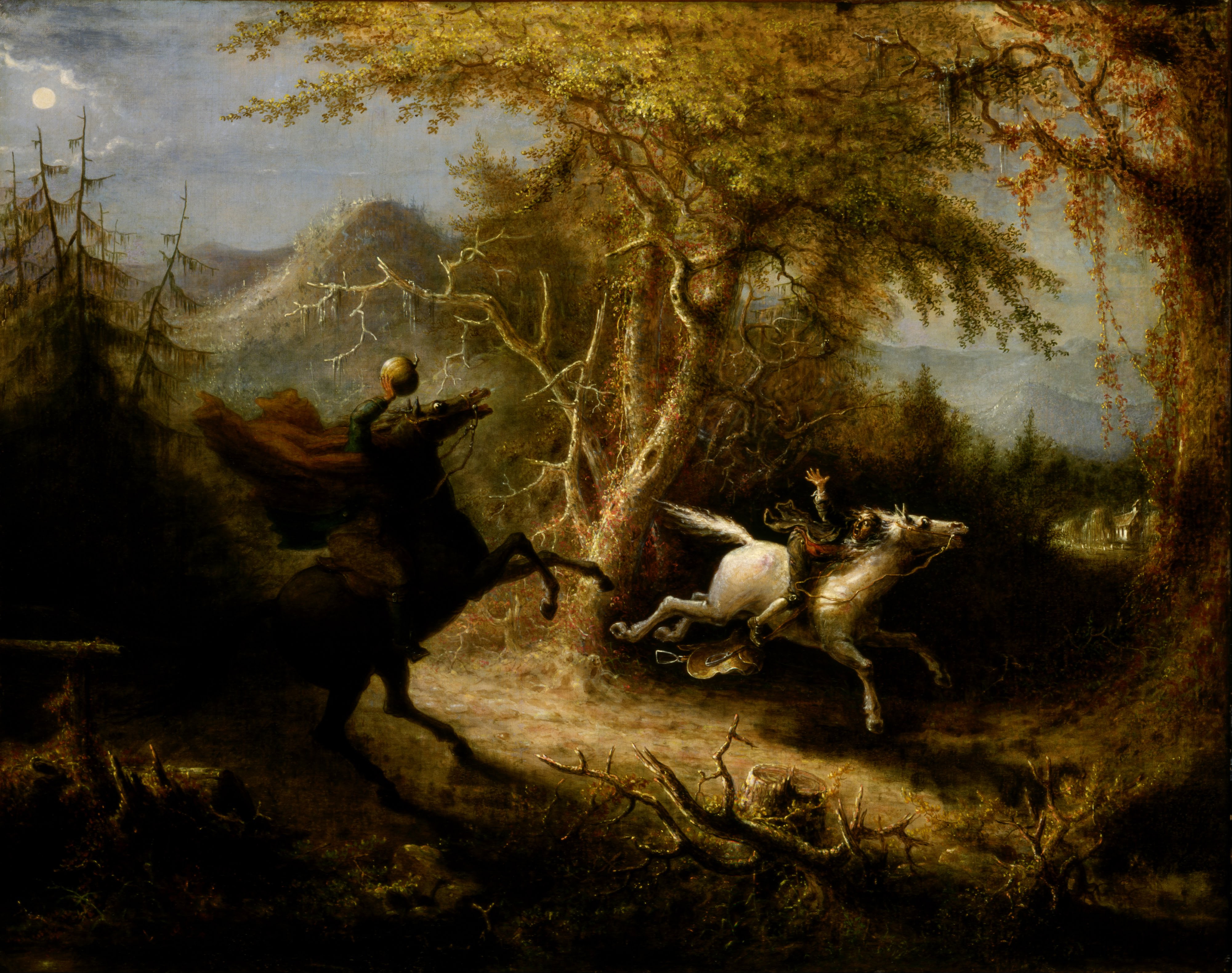
Джон Куидор «Всадник без головы преследует Икабода Крейна» (1858)

Действие происходит около 1790 года в голландском поселении Сонная Лощина недалеко от Тарритауна. Икабод Крейн, худой, долговязый и крайне суеверный учитель из Коннектикута соперничает с Авраамом Ван Брантом по прозвищу Бром Бонс за руку 18-летней Катрины Ван Тассел, дочери и единственной наследницы богатого фермера Балтуса Ван Тассела.
Однажды осенней ночью, когда Икабод возвращался с вечеринки у Ван Тасселов, его начал преследовать Всадник без головы, предположительно призрак гессенского кавалериста, которому оторвало голову шальным пушечным ядром в одной из «безымянных битв» войны за независимость США и который «ночью скачет на поле боя в поисках своей головы».
Икабод таинственным образом исчезает из города. Катрина выходит замуж за Брома, который ведет себя так, будто знает, с чем связана история исчезновения Крейна.
И хотя загадка Всадника без головы не раскрывается явно, подразумевается, что им был переодетый Бром.

## Основа
Рассказ «Легенда о Сонной Лощине» основан на немецкой сказке, присутствовавшей в голландской послереволюционной культуре штата Нью-Йорк. Первоначальная сказка была записана Карлом Музеусом.

## В культуре

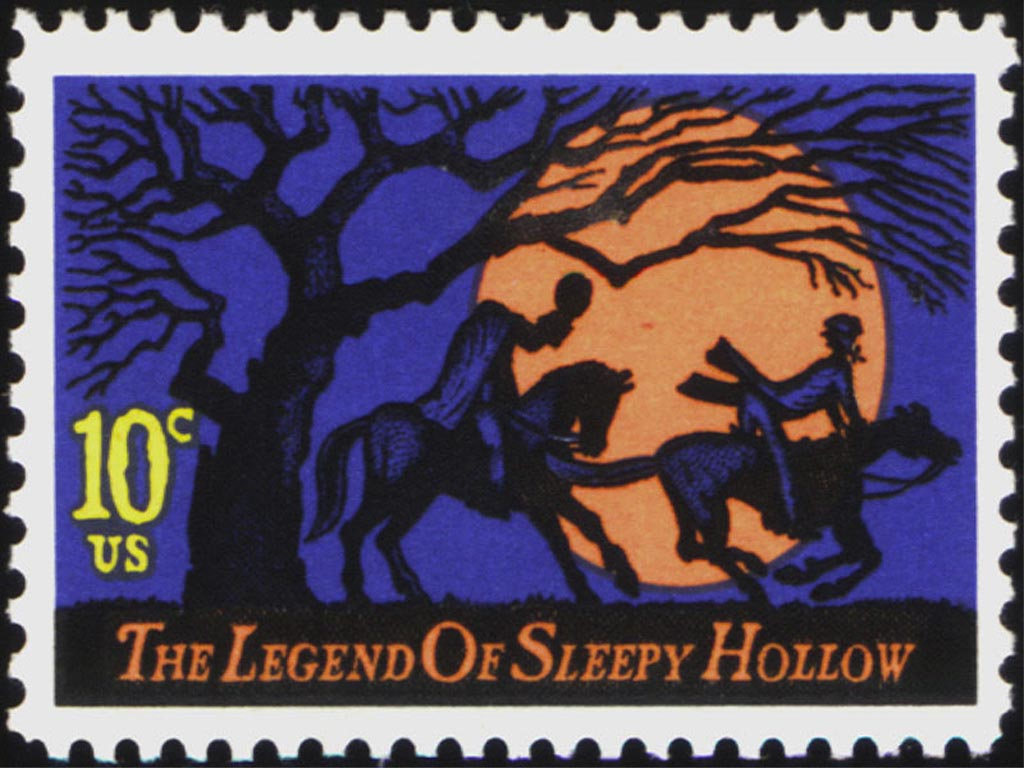
Почтовая марка США (1974 г.).

Композитор Яромир Вайнбергер написал по мотивам рассказа сюиту для симфонического оркестра (1940, впервые исполнена Детройтским симфоническим оркестром под управлением Виктора Колара).
Рассказ лёг в основу второго сюжета полнометражного мультфильма студии Дисней «Приключения Икабода и мистера Тоада», вышедшего в 1949 году. Сюжет мультфильма в целом соответствует рассказу.
12 октября 1974 г. почтовой службой США была выпущена почтовая марка номинальной стоимостью 10 центов.
По мотивам рассказа в 1999 году снят фильм режиссёра Тима Бёртона. Также существует множество других экранизаций произведения.